# Sváva
Nella mitologia norrena, Sváva era una valchiria. La sua storia è correlata con l'Helgakviða Hjörvarðssonar. Secondo l'autore dell'Edda poetica, lei rinacque nelle sembianze di Sigrún.